# Union des jeunesses antifascistes
L'Union des jeunesses antifascistes (en catalan : Unió de Joventuts Antifeixistes (UJA), est un groupe de résistance antifranquiste en Catalogne.

## Histoire
L'UJA est créée pendant la guerre d'Espagne, au mois de février 1939, par un groupe de jeunes – dont certains sont mineurs – de la ville de Santa Coloma de Gramenet, dans la banlieue de Barcelone.
Deux mois après sa fondation, la chute de Barcelone annonce la fin de la guerre d'Espagne.
Après trois ans de guerre, les troupes nationalistes occupent la région de Barcelone le 26 janvier 1939.
Epifanio García Murcia, accompagné de militants des Joventuts Llibertàries, décide de résister malgré tout.
Ceux qui ne partent pas pour l'exil de La Retirada organisent l'Union des jeunesses antifascistes (UJA), ouverte à n'importe quelle personne aux idéaux républicains et de gauche.
À initiative de Manuel Campey Pueyo, Miquel Colás Tamborero, Joaquim Miquel Montes, Antoni Asensio Forza et Vicens Abad Lara, l'Union se met en contact avec Bernabé Garcia Valero et Jesús Cárceles Tomás, jeunes militants libertaires de Sant Adrià de Besòs, ville limitrophe, planifiant l'action de la guérilla anti-franquiste.

## Dénonciation
Fin mai, le groupe est dénoncé et arrêté par la Garde civile. Certains sont torturés, comme Julia Romera Yáñez, incarcérée dans la prison de Les Corts de Barcelone.
Le 2 janvier 1940, lors d'un conseil de guerre dans lequel vingt-cinq personnes (dont trois mineurs) sont jugés. Bernabé García Valero, Enrique Vilella Trepat, Jesús Cárceles García, Joaquin Miquel Montes et Julia Romera sont condamnés à la peine de mort, commuée en perpétuité.Manuel Campey Pueyo est exécuté.

### Peine de mort
- Manuel Campey Pueyo est exécuté.

### 20 ans de prison
- Vicente Abad Lara

- Antoni Asensio Forza.

### 15 ans de prison
- Amadeo Prats Mallarín
- Pedro Gómez Segado
- Justo Álvarez Álvarez
- Antonio Fernández Vallet.

### 6 ans de prison
- Vicente Abad Piqué
- Feliu Campeny Buenaventura.